# Tren histórico de Villa Elisa

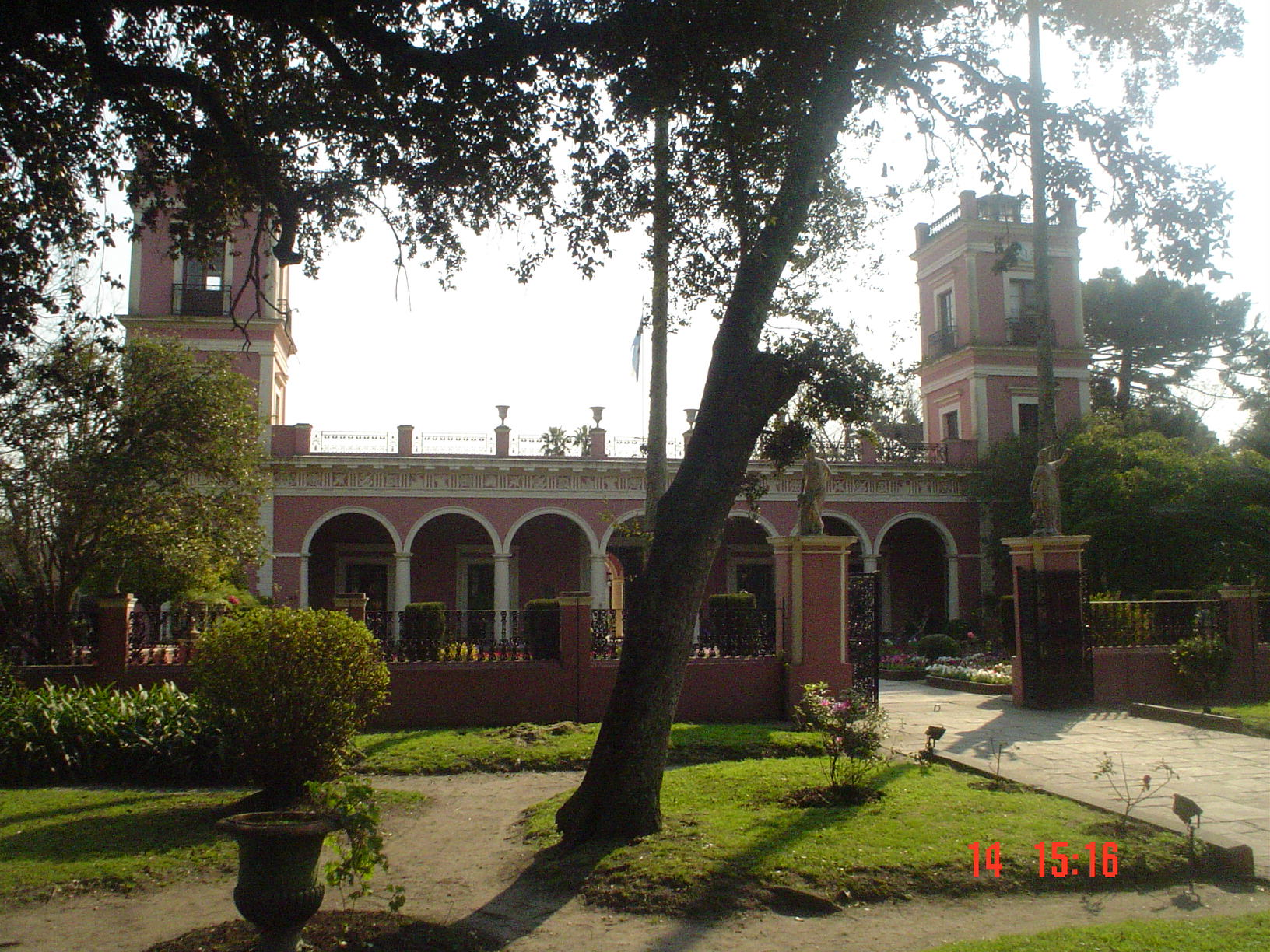
El Palacio San José, una de las paradas del tren histórico de Villa Elisa.

El Tren Histórico de Villa Elisa es un patrimonio ferroviario de la provincia de Entre Ríos, Argentina. El servicio dirige trenes jalados por una locomotora diésel (con forma de locomotora a vapor) entre las ciudades de Caseros (Entre Ríos), ocupando y cubre una distancia de 36 km. Los trenes circulan en vías trocha media de 1,435 mm construidos originariamente por el dueño británico de la ferroviaria entrerriana y actualmente miembro de la Vía Ferroviaria del General Urquiza desde la nacionalización de la red en 1948.
El servicio opera durante todos los días en Vacaciones (enero-febrero) paseos locales (3,5 km de longitud), y extiende su ruta durante las vacaciones de invierno a Caseros y al Palacio San José.

## Historia
El 21 de julio de 1907, el ferrocarril de Entre Ríos inauguró la línea de 36 km entre Villa Elisa y Caseros. Luego de que la red ferroviaria completa se nacionalizara in 1948, Ferrocarriles Argentinos tomo la línea pero la falta de mantenimiento y un descenso en el número de pasajeros transportados derivó en un cierre de la línea en julio de 1980.
En la década de 1990 [cita requerida] y luego de que la gestión de Carlos Menem terminara con todos los servicios de larga distancia en Argentina (con algunas excepciones), un grupo de entusiastas decidió reabrir la línea, trayendo una vieja locomotora escocesa  vapor de 1928 que había quedado abandonada en Concepción del Uruguay. Luego de que la máquina fue restaurada, se añadieron al tren dos vagones originariamente utilizados por la ERR, una comuna francesa.
El servicio fue inaugurado y manejado desde ese momento por “Ferroclub Central Entrerriano”, una asociación local sin fines de lucro conformado por entusiastas ferroviarios. Durante estos primeros años de existencia, el servicio dirigió trenes conducidos por locomotoras a vapor entre las ciudades de Caseros (Entre Ríos), y cubrieron  una distancia de 36m (2,5 mi). El servicio fue luego extendido hacia Caseros, con una duración de viaje de 120 minutos.
El servicio había sido interrumpido y reanudado varias veces, la última en 2013.
Atraviesa varios puntos turísticos de la provincia como 1 de Mayo, Pronunciamiento y Caseros. De ahí en adelante, se completa el recorrido en micro hacia el Palacio San José, la residencia personal de Justo José de Urquiza, caudillo, general, político y presidente argentino de la Confederación Argentina desde 1854 hasta 1860.
Actualmente en fecha 01/01/2022 no se están realizando viajes de larga distancia solamente locales con un recorrido de 3,5Km